# Дорога на Веллвіл
«Дорога на Веллвіл» — комедійно-драматична стрічка про життя в санаторії, заснованому заповзятливим доктором Келлоггом.

## Сюжет
Санаторій, відкритий Джоном Гарві Келлоггом з нестандартними методами покращення та підтримки здоров'я, приваблює заможних пацієнтів. Серед них є подружжя Лайтбаді, які потрапили туди після втрати власної дитини. По дорозі в лікувальний заклад вони знайомляться з підприємцем Чарлзом Оссінгом, який сподівається заробити на виробництві кукурудзяних пластівців. Згодом йому вдається знайти партнера та вони намагаються запустити бізнес.
У санаторії Елеонор і Вільяма розділяють, обмежують у сексі для кращого терапевтичного ефекту. Він товаришує з пацієнткою Ідою Мунц. Вона гине в ванній. Вільям тікає і зустрічає Оссінга, пообіцявши інвестиувати в його бізнес гроші. Напившись і наївшись м'яса, він повертається в свою кімнату. Через певний час він тікає з санаторію, забравши свою дружину.
Бізнес з виробництва пластівців потерпає невдачу. Партнери намагаються підтримати його, перепаковуючи чужий продукт. До того ж потенційний інвестор — тітка Оссінга була заарештована за підозрою в махінаціях.
Джордж Келлогг відвідує свого батька Джона та спалює санаторій. Подружжя Лайтбаді — щасливі батьки чотирьох дітей, які отримали чек на кругленьку суму від Оссінга, який розбагатів на колі. Доктор Келлогг помер від серцевого нападу.

## У ролях
| Актор           | Роль                |
| --------------- | ------------------- |
| Ентоні Гопкінс  | Джон Гарві Келлогг  |
| Бріджит Фонда   | Елеонор Лайтбаді    |
| Метью Бродерік  | Вільям Лайтбаді     |
| Джон К'юсак     | Чарлз Оссінінг      |
| Дана Карві      | Джордж Келлогг      |
| Майкл Лернер    | Гудло Вендер        |
| Колм Міні       | Лайонел Бедгер      |
| Лара Флін Бойл  | Іда Мунц            |
| Норберт Вайссер | доктор Шпіцфогель   |
| Рой Броксміт    | Полтні Деб          |
| Кемрін Мангейм  | Вірджинія Крейнгілл |
| Трейсі Лінд     | медсестра Грейвс    |
| Джон Невілл     | Ендіміон Гарт-Джонс |

## Створення фільму

### Виробництво
Зйомки фільму проходили в Північній Кароліні, Нью-Йорку.

### Знімальна група
- Кінорежисер — Алан Паркер
- Сценарист — Алан Паркер
- Кінопродюсери — Алан Паркер, Армян Берштейн, Роберт Ф. Коулсберрі
- Композитор — Рейчел Портмен
- Кінооператор — Пітер Бізіу
- Кіномонтаж — Геррі Гемблінг
- Художник-постановник — Браян Морріс
- Артдиректор — Джон Віллетт
- Художник-декоратор — Клодет Дідул
- Художник по костюмах — Пенні Роуз
- Підбір акторів — Говард Ф'юр, Джульєт Тейлор[2].

## Сприйняття

### Критика
Фільм отримав змішані відгуки. На сайті Rotten Tomatoes оцінка стрічки становить 41 % на основі 17 відгуків від критиків (середня оцінка 4,8/10) і 44 % від глядачів із середньою оцінкою 2,8/5 (6 246 голосів). Фільму зарахований «гнилий помідор» від кінокритиків та «розсипаний попкорн» від глядачів, Internet Movie Database — 5,8/10 (10 305 голосів).

### Номінації та нагороди
| Нагороди та номінації фільму «Дорога на Веллвіл» | Нагороди та номінації фільму «Дорога на Веллвіл» | Нагороди та номінації фільму «Дорога на Веллвіл» | Нагороди та номінації фільму «Дорога на Веллвіл» | Нагороди та номінації фільму «Дорога на Веллвіл» | Нагороди та номінації фільму «Дорога на Веллвіл» |
| Рік                                              | Кінофестиваль/кінопремія                         | Категорія/нагорода                               | Номінант                                         | Результат                                        |                                                  |
| ------------------------------------------------ | ------------------------------------------------ | ------------------------------------------------ | ------------------------------------------------ | ------------------------------------------------ | ------------------------------------------------ |
| 1994                                             | Британська асоціація кінематографістів           | Найкраща операторська робота                     | Пітер Бізіу                                      | Номінація                                        |                                                  |
| 1994                                             | Токійський міжнародний кінофестиваль             | Гран-прі                                         | Алан Паркер                                      | Номінація                                        |                                                  |
| 1995                                             | Асоціація кінокритиків Чикаго                    | Найкращий актор другого плану                    | Ентоні Гопкінс                                   | Номінація                                        |                                                  |